# 瓦伊亞班巴區 (烏魯班巴省)

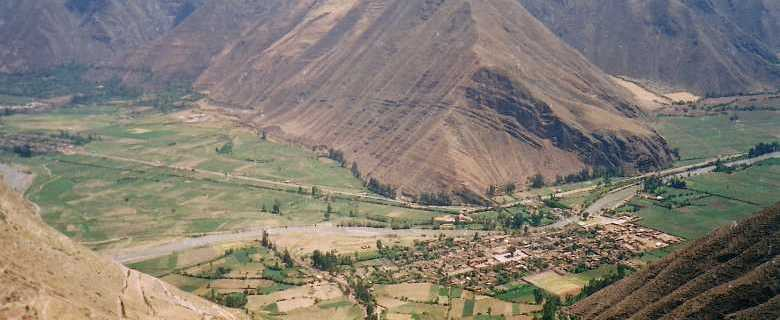

瓦伊亞班巴區（西班牙語：Distrito de Huayllabamba），是秘魯的一個區，位於該國南部庫斯科大區的烏魯班巴省，始建於1857年1月2日，面積102.47平方公里，海拔高度2,866米，2005年人口5,185，人口密度每平方公里51人。